# باستی هیلز

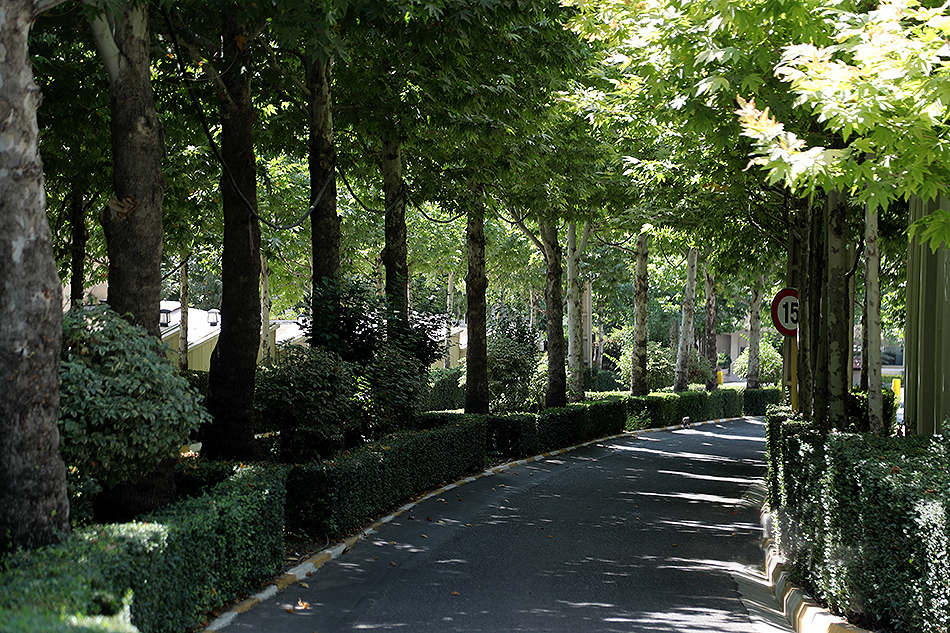
نمایی از شهرک باستی هیلز در لواسان - ۱۳۹۸

باستی هیلز (انگلیسی: Busty hills) شهرکی در شهر لواسان، شهرستان شمیرانات واقع در استان تهران است. این محله متصل به محله‌های شورکاب، توک مزرعه و احمدآباد بوده و در دامنه کوه‌های شمال شهر لواسان واقع شده است.
این شهرک دارای برخی از گران‌ترین املاک بین مناطق تهران است. قیمت ویلاهای شهرک، از حدود ۳۰ میلیارد تومان شروع می‌شود. به‌دستور شهرداری، این شهرک دارای گیت ورودی بود، اما در ۱۸ تیر ۱۳۹۸، گیت آن برداشته شد.